# A Game of Death
A Game of Death is een Amerikaanse avonturenfilm uit 1945 onder regie van Robert Wise. Het scenario is gebaseerd op de novelle The Most Dangerous Game (1924) van de Amerikaanse auteur Richard Connell.

## Verhaal
Tijdens de oorlog strandt de auteur Don Rainsford samen met Robert en Ellen Trowbridge op een afgelegen eiland. De krankzinnige nazi Erich Krieger jaagt er op mensen. Hij geeft de schipbreukelingen een uur voorsprong en zet dan de achtervolging in.

## Rolverdeling
| Acteur            | Personage         |
| ----------------- | ----------------- |
| John Loder        | Don Rainsford     |
| Audrey Long       | Ellen Trowbridge  |
| Edgar Barrier     | Erich Kreiger     |
| Russell Wade      | Robert Trowbridge |
| Russell Hicks     | Mijnheer Whitney  |
| Jason Robards sr. | Kapitein          |
| Gene Roth         | Pleshke           |
| Noble Johnson     | Carieb            |
| Robert Clarke     | Stuurman          |